# Voiturette

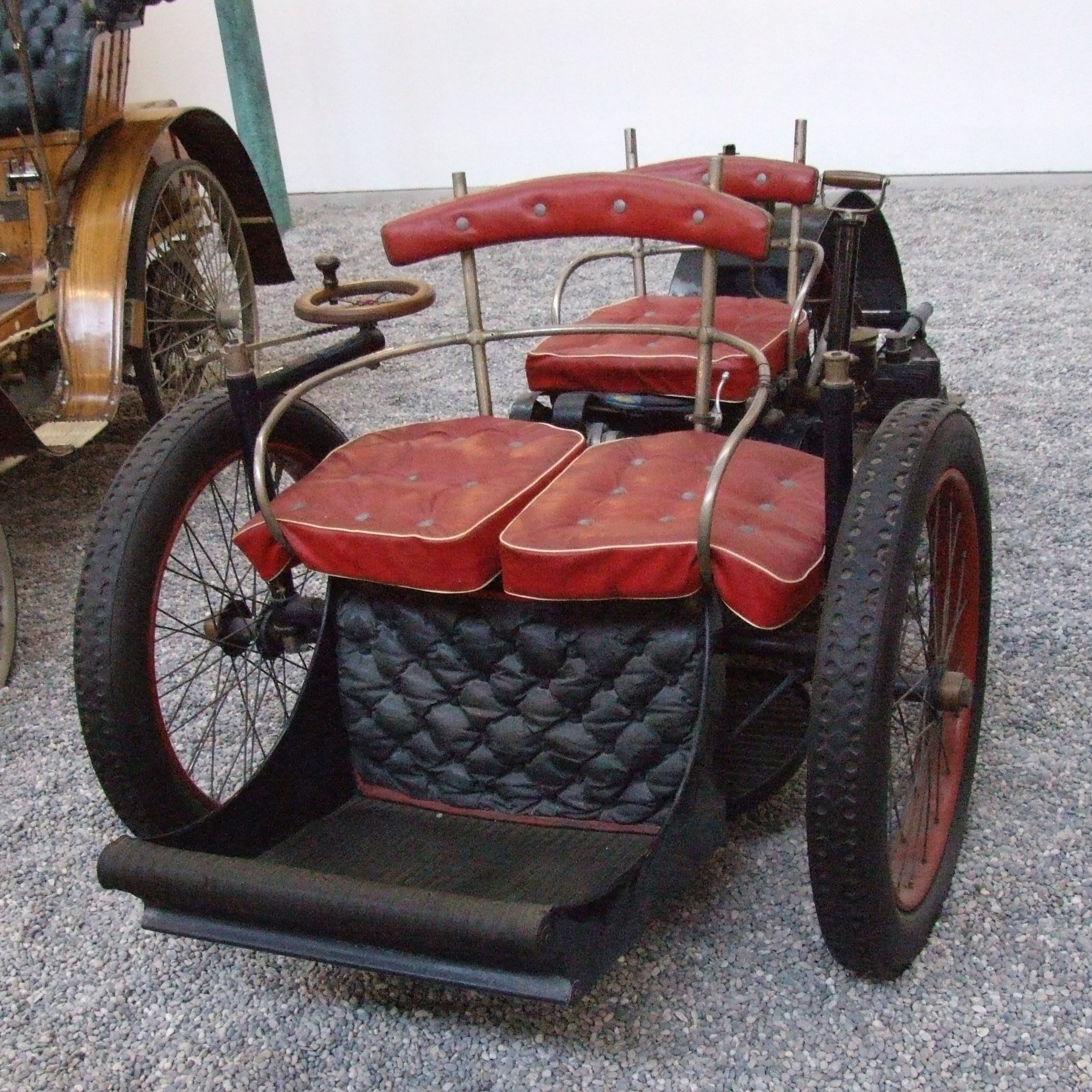
Voiturette diseñada por Léon Bollée (1895)

El término voiturette (en francés significa literalmente "pequeño automóvil") hace referencia a automóviles de pequeño tamaño en general. Tiene su origen en Francia, donde se empezó a utilizar a finales del siglo XIX para denominar algunos modelos de coches especialmente pequeños.

## Historia

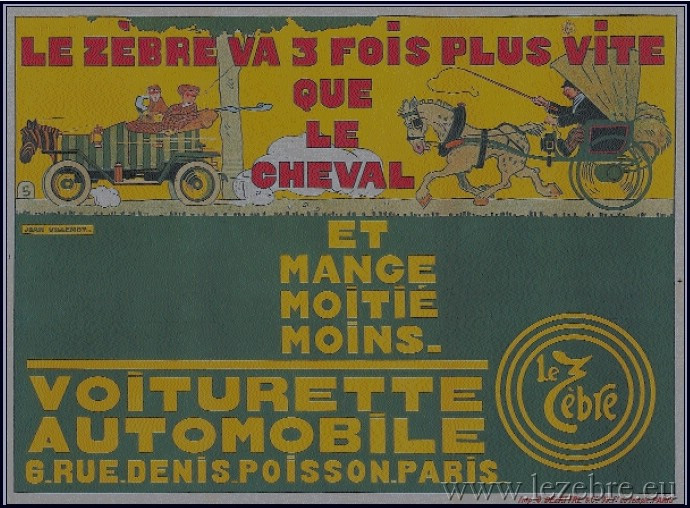
Anuncio de la "voiturette" Zebre

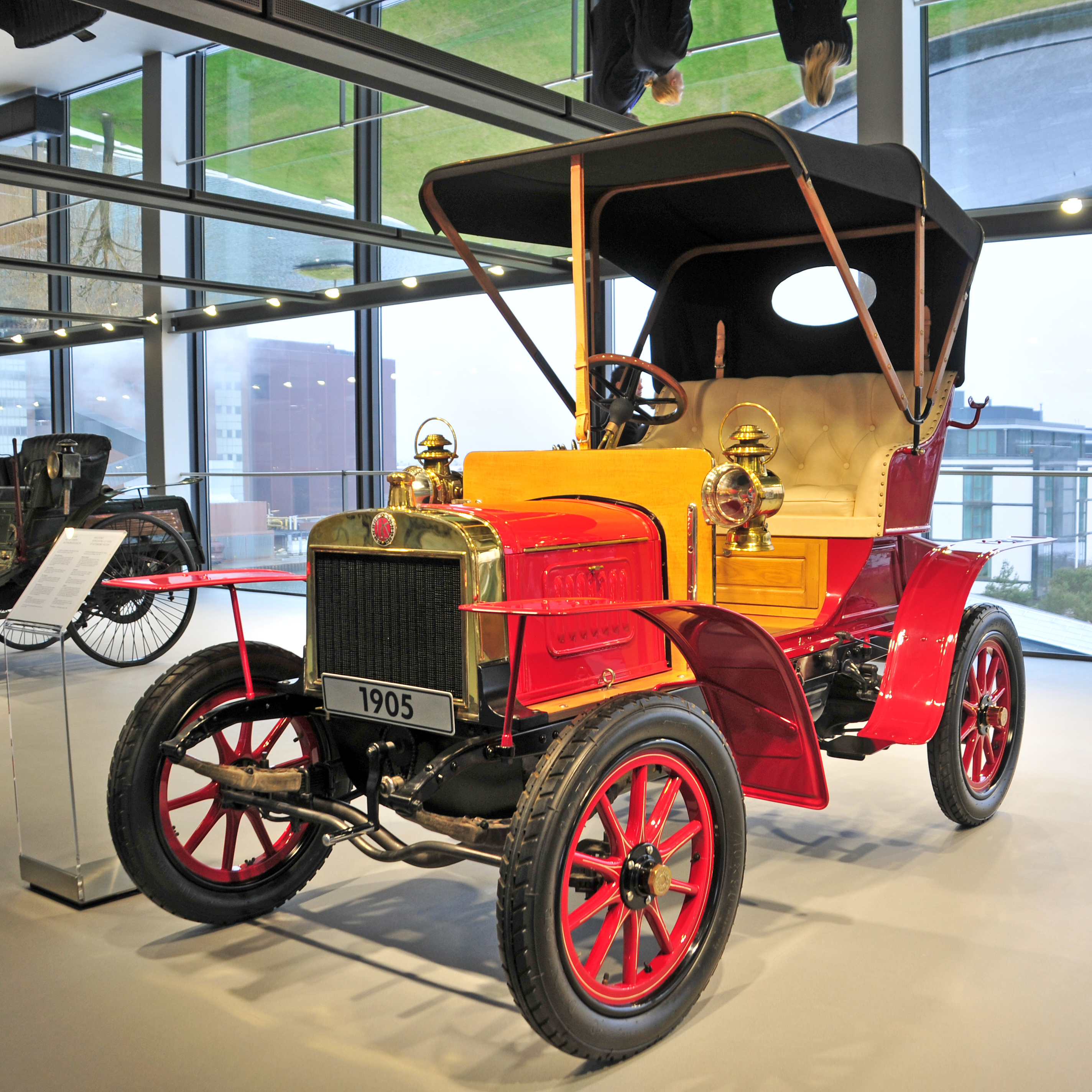
Laurin & Klement A (1905)

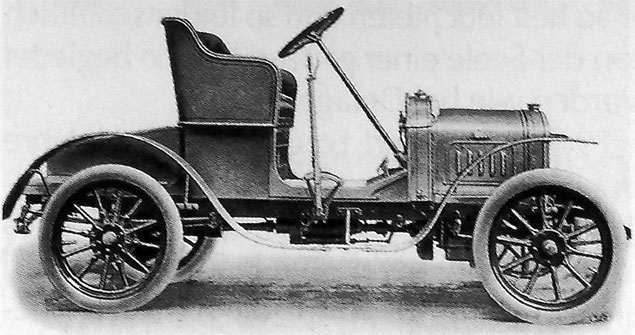
Voiturette Delage (c.1906)

El nombre Voiturette fue registrado por primera vez por Léon Bollée en 1895, para nombrar su nuevo triciclo a motor. El término se hizo tan popular en los primeros años de la industria del motor que muchos fabricantes lo utilizaron para describir sus modelos pequeños. La palabra proviene de la francesa para "automóvil", voiture.
Entre la Primera Guerra Mundial y la Segunda Guerra Mundial, los coches de carreras livianos con motores limitados a 1500 cc, como el Alfa Romeo 158/159 Alfetta, el Bugatti Type 13 y el ERAs original también se conocieron como "voiturettes".
En Francia, en los años posteriores a la Segunda Guerra Mundial, se produjo un tipo de "voiturettes" que consistían en pequeños vehículos de tres ruedas.
En la década de 1990, la denominación "voiturette" se convirtió en una clasificación francesa para vehículos con un peso en vacío de menos de 350 kilogramos y autorizado para cargar no más de 200 kilogramos. Su velocidad máxima estaba limitada a 45 km/h y el tamaño del motor a 50 cc o 4 kilovatios para un motor de "otro tipo", como por ejemplo, un automóvil eléctrico.
A estos vehículos a veces también se les llama "cuadriciclos" o "triciclos" motorizados. El permiso de conducir de estos vehículos está disponible para personas mayores de 16 años y está en la categoría "B1" y es válido, sujeto a restricciones, en todos los países de la Unión Europea.

## Renault Voiturette (1898)
El primer automóvil del fabricante francés Renault fue llamado simplemente Voiturette, en lugar de la que habría sido su denominación más habitual en aquel momento (se habría llamado Renault 1¾ CV). El modelo de 1900 (Voiturette C) fue considerado el primer sedán (un automóvil con techo).

## Otros automóviles así descritos
- Dalifol, fabricado en 1896 en Francia.
- Dalifol & Thomas, fabricado desde 1896 hasta 1898 en Francia.
- Populaire, fabricado solo en 1899 en Francia.
- Esculapeus, fabricado en 1902 en Inglaterra.
- Damaizin & Pujos, fabricado en 1910 en Francia.
- David & Bourgeois, fabricado en 1898 en Francia.
- Denis de Boisse, fabricado desde 1901 hasta 1904 en Francia.
- De Riancey, fabricado desde 1898 hasta alrededor de 1901 en Francia.
- Guerraz, fabricado en 1901 en Francia.
- Guerry et Bourguignon, construido en 1907 en Francia